# Skulptura (výtvarné umění)
Skulptura (z lat.) je pojem v názvosloví výtvarného umění, kterým se označuje sochařské dílo (socha), vzniklé ubíráním hmoty. Opačným způsobem (přidáváním hmoty – modelováním) vzniká plastika. Třetím způsobem vzniku sochařského díla je kovotepectví, toreutika. Jiným pojem v sochařství (v sochařském názvosloví) je reliéf.